# Dòlars, dòlars, dòlars
Dòlars, dòlars, dòlars (títol original en anglès: $ o també Dollars) és una pel·lícula estatunidenca del 1971 dirigida per Richard Brooks amb Warren Beatty i Goldie Hawn en els papers principals. Ha estat doblada al català.

## Argument
L'acció té lloc a Hamburg, a la República federal alemanya, en els anys 1970. Diversos criminals, entre els quals un camell de droga local conegut amb el nom de Candy Man, un patró de la màfia de Las Vegas i un sergent corromput de l'exèrcit americà, utilitzen els cofres d'un banc alemany per emmagatzemar grans quantitats de diners bruts. Joe Collins (Warren Beatty), un empleat de la seguretat del banc, descobreix els ardits dels gàngsters i posa en marxa un pla intel·ligent per sostreure'ls els diners amb l'ajuda de Dawn Divine (Goldie Hawn), una prostituta que és la protegida dels criminals.

## Repartiment
- Warren Beatty: Joe Collins
- Goldie Hawn: Dawn Divine
- Gert Fröbe: Mr. Kessel
- Robert Webber: el procurador
- Scott Brady: Sarge
- Arthur Brauss: Candy Man
- Robert Stiles: Major
- Wolfgang Kieling: Granich
- Bob Herron: el guardaespatlles
- Christiane Maybach: Helga
- Hans Hutter: Karl
- Monica Stender: Berta
- Horst Hesslein: Bruno
- Wolfgang Kuhlman: Furcoat
- Klaus Schichan: Knifeman
- Tove Platon: un agent de duanes
- Kirsten Lahman: un agent de duanes
- Françoise Blanc: Stripper
- Darrell Armstrong: Associated Press
- Walt Trott: Stars and Stripes

## Premis i nominacions
Nominacions
- 1973: Grammy a la millor banda sonora original escrita per pel·lícula o especial de televisió per Quincy Jones